# Krajenka-Wybudowanie
Krajenka-Wybudowanie – osada w Polsce położona w województwie wielkopolskim, w powiecie złotowskim, w gminie Krajenka.
W latach 1975–1998 miejscowość administracyjnie należała do województwa pilskiego.
Zobacz też: Krajenka